# Café Ritter

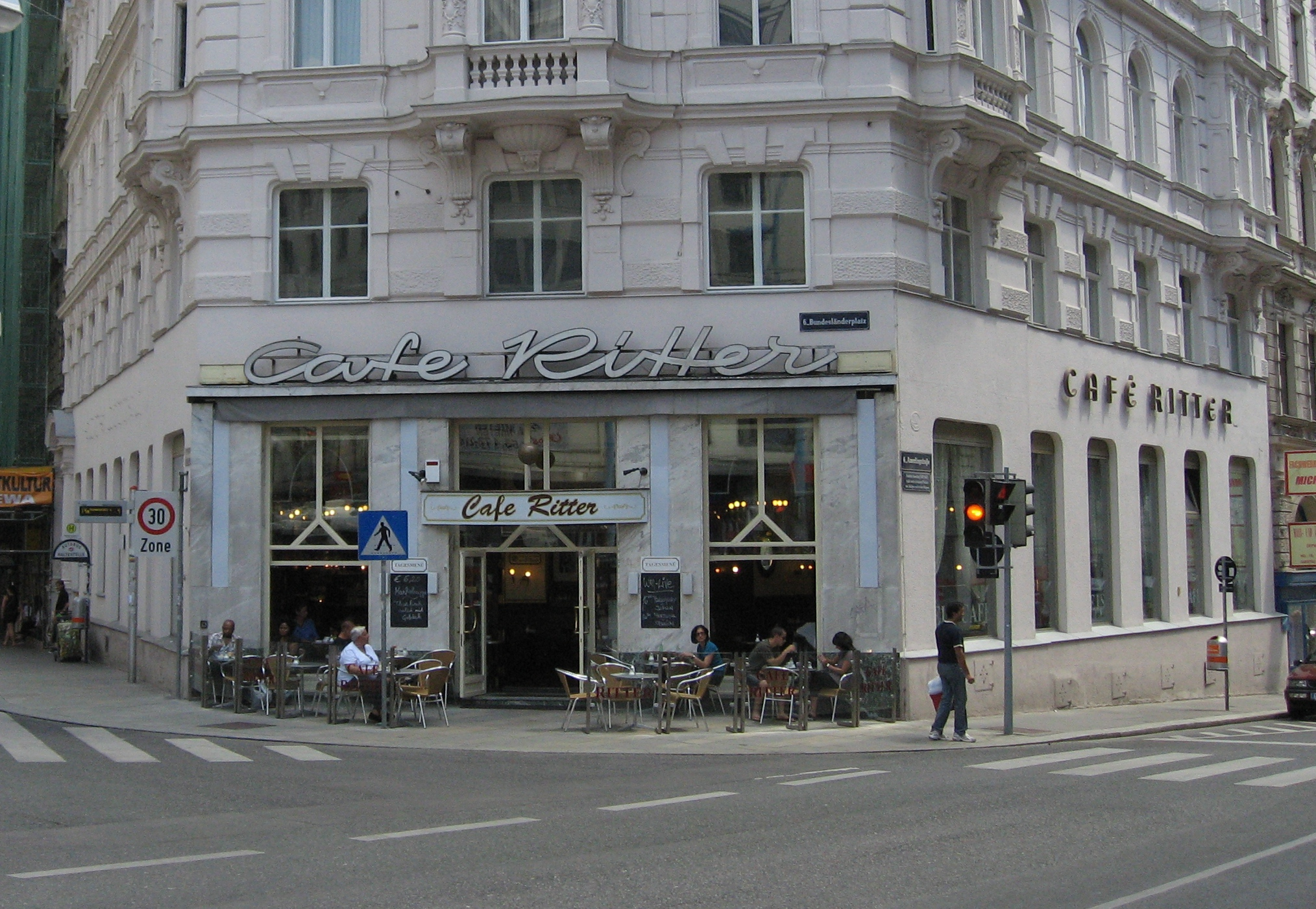
Café Ritter

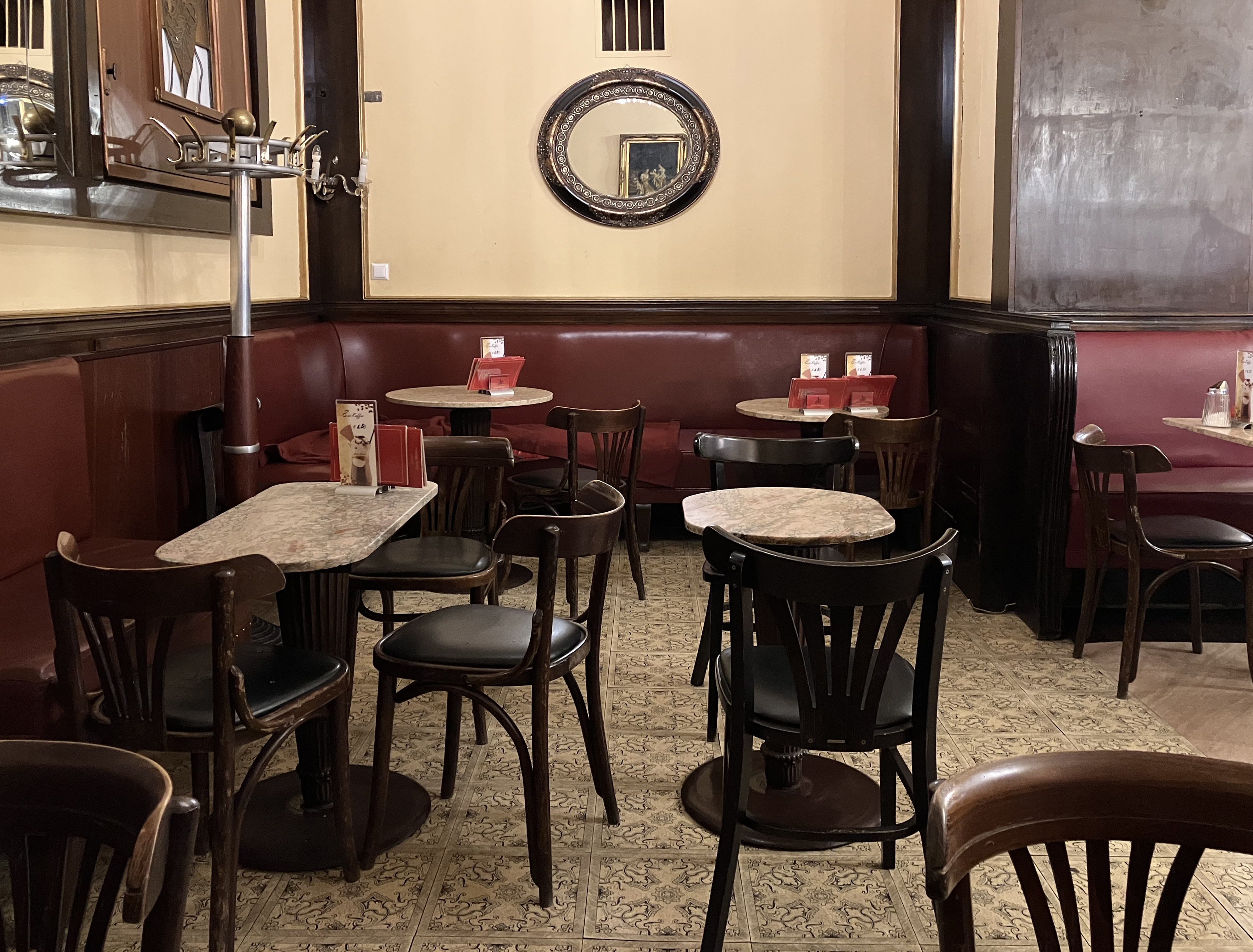
Café Ritter, 2023

Das Café Ritter ist ein traditionelles Wiener Kaffeehaus im 6. Wiener Gemeindebezirk Mariahilf an der Adresse Mariahilfer Straße 73 Ecke Amerlingstraße (von der bis Nr. 71 und ab Nr. 77–79 einheitlichen Fassaden-Fluchtlinie ca. 30 m südöstlich abgesetzt, Ecke Schadekgasse). Der Überlebenskampf des unter Denkmalschutz stehenden Kaffeehauses rief 2009 und 2010 großes Medieninteresse hervor.

## Geschichte
Das ursprüngliche Café Ritter befand sich seit 1867 im Palais Kaunitz an der Ecke Amerlingstraße / Gumpendorfer Straße. 1887 übersiedelte es an den nahegelegenen heutigen Standort.
Gegen das Traditionsunternehmen war seit 2008 eine Räumungsklage des neuen Hauseigentümers, der Riha-Privatstiftung der Familie Hrachowina anhängig. Das Café Ritter musste im Juli 2009 Konkurs anmelden. Wesentlich für den wirtschaftlichen Misserfolg war der Zahlungsrückstand aufgrund einer neunfachen Mietzinserhöhung, welche nach Bekanntwerden der nicht erfolgten Meldung vom Tod eines der Miteigentümer des Cafés vom Hauseigentümer für fünf Jahre rückwirkend eingefordert wurde.
Masseverwalter Rechtsanwalt Walter Kainz, im Nebenberuf selbst Gastronom, bemühte sich um die Rettung des populären Cafés und fand in einem öffentlichen Bieterverfahren neue Betreiber, die für die Mietschulden und das Inventar (zusammen 600.000 Euro) geradestehen. Mit der Tilgung der Mietschulden wird normalerweise die Räumungsklage abgewiesen und der Käufer kann in den bestehenden Mietvertrag eintreten. Der Plan des Hauseigentümers, die Räumlichkeiten des Café Ritter ertragsmaximierend einer Textilhandelskette zu überlassen, wurde durch den kürzlich verfügten Denkmalschutz für das Traditionslokal konterkariert.
Mit Anfang März 2010 übernahm der Gastronom Harald Holzer das Café Ritter.